# 關鍵救援72小時
《關鍵救援72小時》（英語：The Next Three Days）是一部2010年上映的美国剧情片，由保罗·哈吉斯导演，羅素·克洛及伊莉莎白·班克斯主演。翻拍自2008年的法国电影Pour elle。

## 剧情
拉拉·布伦南因被怀疑謀殺她的老闆而被錯誤地定罪，並被判處終身監禁。她年幼的兒子盧克在探監期間不再理会她。三年後，在她的上訴失敗後，她的丈夫約翰想將此案提交給最高法院，但他的律師表示他沒有法律選擇權，並告訴約翰她不可能出狱。約翰接到醫院打來的電話，說拉拉企圖自殺。他向医院的医生求情，得到了与她相处的两分钟。他們似乎在沉默中度過。约翰开始研究越獄问题，终日沉迷于把她从监狱里弄出来。
約翰在紐約市諮詢了戴蒙·彭寧頓，他曾七次越獄，並寫了一本關於越獄的書。彭寧頓告訴約翰，從匹茲堡逃出來是很艱難的，因為那裡有很多橋樑和瓶頸。9/11之後，15分鐘就能封城。他告訴約翰，他需要足夠的現金來維持自己和家人的生活，包括假證件（護照、駕照和可以通過信用檢查的社會安全號碼），以及一個能够逃亡去的國家（不吸引美國遊客）。彭寧頓告訴約翰問問自己，为了让自己成功逃跑，不再过監獄的生活，他是否可以“成為那個打倒老婦人或射殺警察的人”。約翰聽從戴蒙的建議，在越獄前三個月開始準備。他研究逃跑路線和監獄的行为规律，並買了一把手槍。
為了獲得假身份證，他開始從毒販那裡購買奧施康定，並詢問毒販是否出售護照。有一名毒販指示他前往一家旅馆酒吧，随后他被毒販和毒販的同伙搶劫。他賣掉了他的家具和財物，还準備賣掉他的房子。後來，有一個前幾天晚上在酒吧看到了約翰的人，骑着摩托车找上了约翰家，並說他可以用3,700美元給他弄來假護照和身份證。这个人离开后，約翰发现屋外还有一個騎摩托車的人看到了这一切。第二天，約翰在拉拉所在的監獄裡測試撞匙，差點被抓到。一名警察还看到他在外面嘔吐，然後跟著他回家。約翰還學會了如何闖入一輛醫療車並更改拉拉的健康記錄。
當約翰得知拉拉將在三天后被轉移到戒備森嚴的監獄時，他被迫制定應急計劃。他沒能及時賣掉房子，遂把兒子送到父親家，考慮搶銀行，但在最後一刻猶豫了。他壓力很大，差點撞到一個母親和她的孩子。他在監獄裡遇到了他的妻子，他們開始爭吵。在一陣平静的憤怒中，她承認人是她杀的，但約翰不相信她。約翰對妻子日益惡化的心理健康感到絕望，他尾隨當地一名毒販到一個冰毒實驗室，放火燒了房子並搶走了現金。他用槍指著毒販和制毒者，在與制毒者的交火中，約翰殺死了他，毒販则被制毒者击中，約翰把他弄上车，想要救他，但他还是死了。
當約翰去他父親家接他的兒子時，他的父親发现了約翰的機票。當他離開時，他的父親握手並給了他一個最後的擁抱告別。警察來調查冰毒實驗室事件，發現一个破碎的尾灯，與2004-2009年的豐田普銳斯相匹配。
約翰開始他的計劃，租了一輛不同的汽車，並在拉拉被關押的監獄附近的一輛醫療車上替换了偽造的血液检查报告，报告中拉拉處於高鉀血症狀態，盧克则留在了生日聚會上。他還切斷了與進行血液檢測的醫療中心的電話線。拉拉被從監獄轉移到附近的大學醫院。根据毒品屋留下的證據，警察追查了約翰的車，闖入他的空房子，並得出結論說他正打算把他的妻子救出去。他們趕到醫院去抓他。
拉拉在醫院的守衛被約翰制服了，他說服她和他一起逃跑。約翰和拉拉離開醫院，侥幸躲過警察，偽裝成匹茲堡企鵝隊球迷前往地铁站離開該地區。他們在4號軌道上登上地铁，突然約翰拉下緊急剎車以躲避警察。約翰把她帶到他藏起來的一輛用来逃跑的車上，他们在不到15分钟的时间里通过桥逃走了。他检查后发现，他现在有35分钟的时间逃跑。
他們發現盧克参加的生日聚會是在動物園举办的，於是開車去那裡接他，同時警察在城市周圍設置了路障。約翰意識到他已經沒有時間了，於是轉而去高速公路，說他以後會想辦法把他們的兒子帶到他們身邊。拉拉的反應则是打開車門，準備跳车摔死結束他們的問題。汽车在高速公路上打转，約翰抓住了她，一輛卡車幾乎與汽車相撞。約翰冒險去動物園接他們的孩子。之後，他們通過檢查站，在火車站接了一對老年夫婦作掩護。他們在水牛城让這對夫婦下車，然後開車前往加拿大機場。警方被約翰故意留下的逃跑計劃碎片誤導，拦截了錯誤的航班。
在檢查護照時，官員讓他們通過，因為他們的照片還沒有被列入通缉名單。通緝名單被更新时，检查护照的人刚好换了班，新的官員不知道之前的官員已经允許他們通過了。約翰、拉拉和盧克登上飛往委內瑞拉卡拉卡斯的飛機。委內瑞拉與美國沒有引渡條約。两名警察回到了拉拉老闆被殺的犯罪現場，闪回画面交代了謀殺的細節，证明了拉拉的清白。警察記得拉拉聲稱在謀殺發生時地上掉了凶手的一颗纽扣，于是摸索附近的雨水渠，但还是錯過了可以證明她不在場的纽扣。約翰、拉拉和盧克接下來出現在卡拉卡斯的一家旅馆。拉拉躺在她兒子旁邊，盧克吻了拉拉，他們一起睡著了。影片結束時，約翰為他熟睡的妻子和兒子拍照。

## 演员表
- 羅素·高爾 饰 约翰·布伦南
- 伊丽莎白·班克斯 饰 拉拉·布伦南
- 布萊恩·丹內利 饰 乔治·布伦南
- 奧利維亞·魏爾德 饰 妮科尔
- 藍尼·詹姆士 饰 纳布勒西中尉
- 艾莎·辛德斯 饰 科莱罗警探
- 丹尼爾·斯特恩 饰 迈耶·菲斯克
- RZA 饰 穆斯
- 傑森·貝吉 饰 奎南警探
- 凱文·考利甘 饰 亚历克斯
- 連恩·尼遜 饰 戴蒙·彭宁顿
- 艾倫·斯蒂爾（英语：Allan Steele） 饰 哈里斯中士

## 制作
保罗·哈吉斯正在制作一部有关马丁·路德·金的电影，但未能获得融资。他开始寻找较便宜的项目，并看了弗雷德·卡瓦耶拍摄的法国电影 Pour elle。故事内容是普尔·埃勒（Pour Elle）的阴谋涉及到主角朱利安（Vincent Lindon）老师，并牵连到他的妻子成为谋杀案嫌疑人被捕。朱利安（Julien）不认为他的妻子有犯罪，并试图将其从监狱中逃离出境。Pour elle是卡瓦耶导演的处女作。
这部电影是2010年法国电影节的主要电影之一。卡瓦耶解释了制作这部电影的情节和动机，“我们想制作一个真实的人类故事，讲述一个普通人正在做一件非凡的事情，虽然是件很大可能会失败的事情。影片中还谈到了勇气，说出如何表现出勇气取决于一个人的行动，例如在法国，有些好人没有参加抵抗德国人的运动。” 哈吉斯后来回忆说：“我一直想拍一点惊悚片。我一直很喜欢像秃鹰三日这样的电影，那些浪漫的惊悚片。
哈吉斯对电影的描述：
|  | 从影片开始，电影就很清楚地表明了主角们的天真和她的无辜，并且想尽一切办法让她摆脱困境，最后，他们从此过上了幸福的生活。所以，我要做的第一件事就是问自己，我认为可以让主角付出更大的代价。我拍电影时一直想到的问题是，我不确定影片中是否反映了这个问题，但这就是我正在写的内容：如果您知道这样做，就会救出您所爱的女人吗？这问题令我深感兴趣。电影里一个纯真问题一直让我着迷，因为主角不一定要说她是有罪还是无辜。但我只是希望主角成为唯一一个相信她是无辜的人。虽然证据压倒性的证明，甚至主角的父母和自己的律师也认为她可能有罪。然而，他仍然相信…………这种信念对某人有什么影响，它具有怎样的感染力，这就是我要呈现出的两件事 |

卡瓦耶向时代杂志讲述了哈吉斯对电影的重制的渴望，表示「成为自己电影的观众这真是一种奇怪的感觉。」并评论了哈吉斯将重拍他的电影的消息，「我在巴黎很小的公寓里写下了这个故事，当我在网上看到罗素·克劳的名字出现时，感觉真是太神奇了。」

### 拍摄工作
电影主要的拍摄工作于2009年10月4日在宾夕法尼亚州的匹兹堡进行，原计划12月12日完成。经过52天的拍摄后，于12月14日拍摄完成。

## 发行
电影原定于2011年发行，但到2010年3月，澳大利亚媒体公司Village Roadshow择定于2010年11月在澳大利亚发行这部电影。美国于2010年11月19日上映。

## 评价
该电影获得褒贬不一的评价，影评网站烂番茄的新鲜度为51%，根据165位影评人的评论，平均分为5.9。该网站的批评共识是：“罗素·克罗和伊丽莎白·班克斯全力以赴，但他们扎实的表演还不足以弥补接下来危情三天的节奏和令人难以置信的情节。”在Metacritic上，根据36位评论家的分析，得到52分（满分100分），表示“褒贬不一”。CinemaScore调查的观众对这部电影的评价为B+。
娱乐周刊的丽莎•施瓦茨鲍姆（Lisa Schwarzbaum）在其正面评论中写道：“这部电影的真正实力是主角听从了相关建议，采取了一系列的越狱行动，使得紧张情节和误入歧途的浪潮不断升级。相比之下，影评人罗杰·艾伯特给了这部电影两颗星，并说道：「这并不是一部糟糕的电影，只是在一定程度上浪费了相关的才华。」

## 票房
这部电影在海外的票房收入为4630万美元，全球总票房为67448651美元，与3000万美元的预算相比，电影取得了一定的成功。